# Eucharissa
Eucharissa is een geslacht van vliesvleugeligen uit de familie Eucharitidae. De wetenschappelijke naam van dit geslacht is voor het eerst geldig gepubliceerd in 1868 door Westwood.

## Soorten
Het geslacht Eucharissa omvat de volgende soorten:
- Eucharissa cuprifrons Westwood, 1874
- Eucharissa erugata Heraty, 2002
- Eucharissa natalica Westwood, 1868
- Eucharissa speciosa Westwood, 1868
- Eucharissa stigmatica Westwood, 1874